# Rząd Leona Kozłowskiego
Rząd Leona Kozłowskiego – gabinet pod kierownictwem premiera Leona Kozłowskiego, utworzony 16 maja 1934 przez prezydenta Ignacego Mościckiego po dymisji rządu Janusza Jędrzejewicza. Premier wraz z gabinetem podał się do dymisji 28 marca 1935. 

## Rada Ministrów Leona Kozłowskiego (1934–1935)
| Funkcja                                              | Nazwisko                           | Nazwisko                | Czas pełnienia funkcji | Czas pełnienia funkcji |
| Funkcja                                              | Nazwisko                           | Nazwisko                | Od                     | Do                     |
| ---------------------------------------------------- | ---------------------------------- | ----------------------- | ---------------------- | ---------------------- |
| Prezes Rady Ministrów                                |                                    | Leon Kozłowski          | 16 maja 1934(dts)      | 28 marca 1935(dts)     |
| Minister spraw wewnętrznych                          | 18 czerwca 1934(dts)               | Leon Kozłowski          | 2 lipca 1934(dts)      |                        |
| Minister spraw zagranicznych                         | Józef Beck                         | 16 maja 1934(dts)       | 28 marca 1935(dts)     |                        |
| Minister komunikacji                                 |                                    | Michał Butkiewicz (PPS) | 16 maja 1934(dts)      | 28 marca 1935(dts)     |
| Minister przemysłu i handlu                          |                                    | Henryk Floyar-Rajchman  | 16 maja 1934(dts)      | 28 marca 1935(dts)     |
| Minister wyznań religijnych i oświecenia publicznego | Wacław Jędrzejewicz                | 16 maja 1934(dts)       | 28 marca 1935(dts)     |                        |
| Minister poczt i telegrafów                          | Emil Kaliński                      | 16 maja 1934(dts)       | 28 marca 1935(dts)     |                        |
| Minister sprawiedliwości                             | Czesław Michałowski                | 16 maja 1934(dts)       | 28 marca 1935(dts)     |                        |
| Minister rolnictwa i reform rolnych                  | Bronisław Nakoniecznikow-Klukowski | 16 maja 1934(dts)       | 2 lipca 1934(dts)      |                        |
| Minister opieki społecznej                           | Jerzy Paciorkowski                 | 16 maja 1934(dts)       | 28 marca 1935(dts)     |                        |
| Minister spraw wewnętrznych                          | Bronisław Pieracki                 | 16 maja 1934(dts)       | 15 czerwca 1934(dts)   |                        |
| Minister spraw wojskowych                            | Józef Piłsudski                    | 16 maja 1934(dts)       | 28 marca 1935(dts)     |                        |
| Minister skarbu                                      | Władysław Zawadzki                 | 16 maja 1934(dts)       | 28 marca 1935(dts)     |                        |
| Minister rolnictwa i reform rolnych                  | Juliusz Poniatowski                | 2 lipca 1934(dts)       | 28 marca 1935(dts)     |                        |
| Minister spraw wewnętrznych                          | Marian Zyndram-Kościałkowski       | 2 lipca 1934(dts)       | 28 marca 1935(dts)     |                        |

## W dniu zaprzysiężenia 16 maja 1934
- Leon Kozłowski – prezes Rady Ministrów
- Józef Beck – minister spraw zagranicznych
- Michał Butkiewicz (PPS) – minister komunikacji
- Henryk Floyar-Rajchman – minister przemysłu i handlu
- Wacław Jędrzejewicz – minister wyznań religijnych i oświecenia publicznego
- Emil Kaliński – minister poczt i telegrafów
- Czesław Michałowski – minister sprawiedliwości
- Bronisław Nakoniecznikow-Klukowski – minister rolnictwa i reform rolnych
- Jerzy Paciorkowski – minister opieki społecznej
- Bronisław Pieracki – minister spraw wewnętrznych
- Józef Piłsudski – minister spraw wojskowych
- Władysław Zawadzki – minister skarbu

## Zmiany w składzie Rady Ministrów
- 15 czerwca 1934
  - Śmierć:
    - Bronisława Pierackiego, ministra spraw wewnętrznych (powołany na ten urząd 16 maja 1934).
- 18 czerwca 1934
  - Powołanie:
    - Leona Kozłowskiego na urząd ministra spraw wewnętrznych.
- 2 lipca 1934
  - Odwołanie:
    - Leona Kozłowskiego z urzędu ministra spraw wewnętrznych (powołany na ten urząd 18 czerwca 1934).
    - Bronisława Nakoniecznikowa-Klukowskiego z urzędu ministra rolnictwa i reform rolnych (powołany na ten urząd 16 maja 1934).

  - Powołanie:
    - Juliusza Poniatowskiego na urząd ministra rolnictwa i reform rolnych.
    - Mariana Zyndrama-Kościałkowskiego na urząd ministra spraw wewnętrznych.